# Fernando Belasteguín
Fernando Belasteguín, né le 19 mai 1979 à Pehuajó, est un ancien joueur de padel professionnel argentin.
Avec 230 titres, 286 finales, 6 championnats du monde et 16 saisons consécutives en tant que numéro 1 mondial, il est considéré comme le plus grand joueur de l'histoire du padel, et une légende de son sport,,.

## Carrière

### Débuts
Fernando Belasteguín naît à Pehuajó, ville proche de Buenos Aires. Joueur précoce de padel, il joue contre les meilleurs joueurs du circuit argentin alors qu’il est toujours adolescent. Figure du World Padel Tour, l'Argentin vit de nombreuses années à Barcelone où le padel est le deuxième sport le plus joué après le football. 
Il est repéré à l'âge de 13 ans par le père du futur joueur pro Matias Díaz, avec qui il commencera sa carrière professionnelle à l'âge de 15 ans, avant de quitter l'Argentine pour l'Espagne en 2001, stoppant alors ses études pour se consacrer entièrement au padel.

### Légende du World Padel Tour
Sa carrière est couronnée de succès, avec plus de 160 tournois World Padel Tour remportés, et une longévité exceptionnelle et inédite à la première place du classement, pendant seize ans.
Il évolue tout au long de sa carrière avec de nombreuses icônes du padel, notamment avec l'espagnol Juan Martin Díaz, avec qui il restera la paire numéro 1 pendant treize ans et détenant le record d'invincibilité avec 1 an et 9 mois sans perdre un match, remportant 22 tournois consécutifs entre septembre et 2005 et juin 2007, ou avec le brésilien Pablo Lima avec lequel il continuera à rester numéro 1 du circuit.
En décembre 2020, associé à la jeune pépite montante Agustín Tapia (alors âgé de 21 ans et devenant alors le plus jeune joueur à remporter un Master Final du World Padel Tour), il remporte la finale du Master.
Il remporte en 2022 le Major de Monterrey (ce qui restera son unique titre sur le circuit Premier Padel) associé à Arturo Coello, avec qui il remportera également trois tournois sur le circuit World Padel Tour.
Le 3 décembre 2024, il dispute à 45 ans son dernier match professionnel à l'occasion du Premier Padel P1 de Milan, tournoi dans lequel il s'incline lors des huitièmes de finale.

## Titres

### Championnat du monde de padel

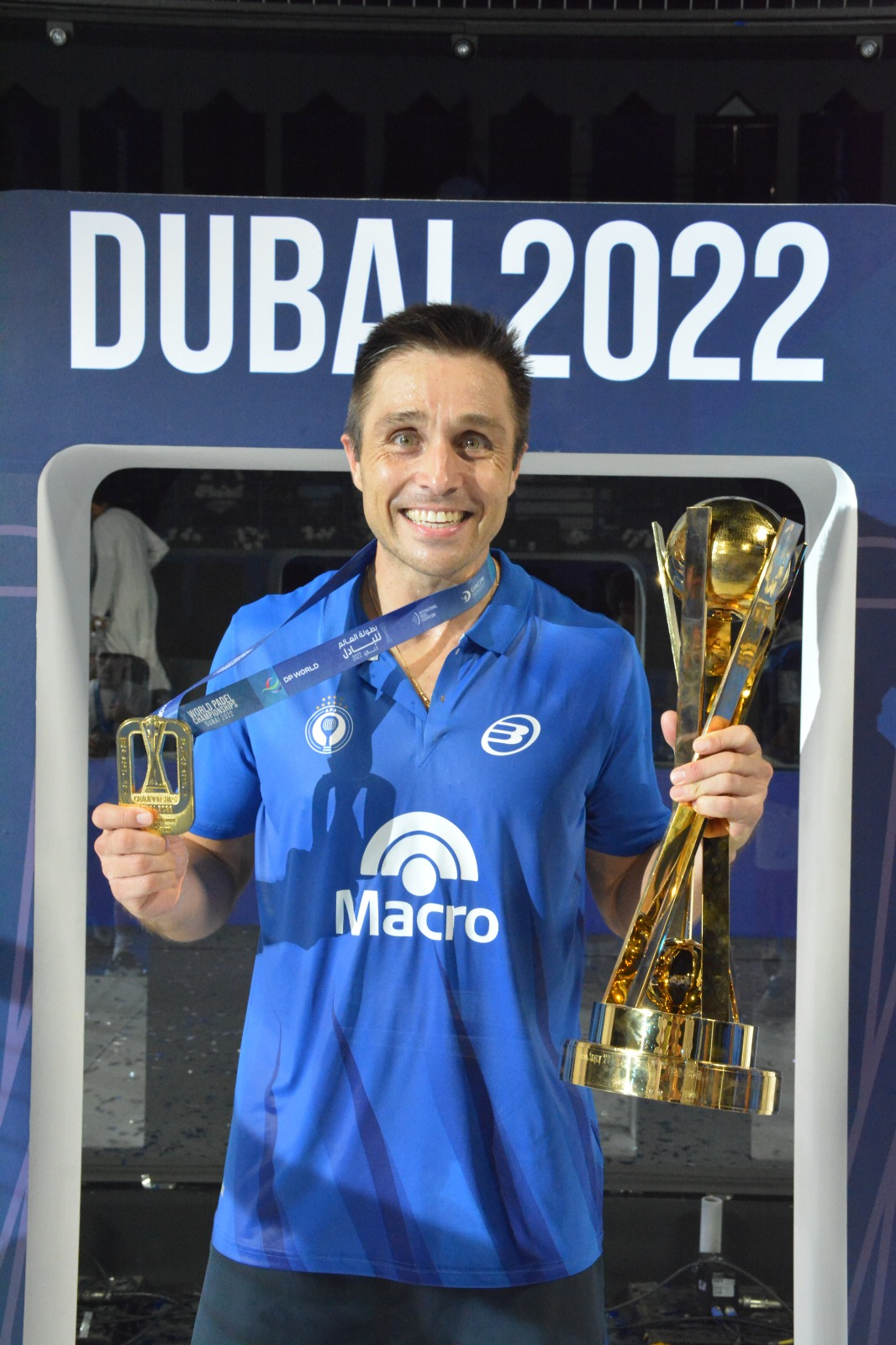
Bela après sa victoire aux Championnats du Monde 2022

| N.º | Année | Ville hôte        | Adversaires en finale | Résultat |
| --- | ----- | ----------------- | --------------------- | -------- |
| 1.  | 2002  | Mexico            | Espagne               | 2-1      |
| 2.  | 2004  | Buenos Aires      | Espagne               | 3-0      |
| 3.  | 2006  | Murcie            | Brésil                | 3-0      |
| 4.  | 2014  | Palma de Majorque | Espagne               | 2-1      |
| 5.  | 2016  | Cascais           | Espagne               | 2-1      |
| 6.  | 2022  | Dubaï             | Espagne               | 2-1      |

### Premier Padel
| N.º | Année | Tournoi   | Catégorie | Partenaire    | Adversaires en finale         | Résultat        |
| --- | ----- | --------- | --------- | ------------- | ----------------------------- | --------------- |
| 1.  | 2022  | Monterrey | Major     | Arturo Coello | Agustín Tapia Sanyo Gutiérrez | 6-3 / 3-6 / 6-3 |

### Padel Pro Tour -World Padel Tour
| N.º  | Année | Tournoi                      | Catégorie              | Partenaire       | Adversaires en finale                | Résultat                    |
| ---- | ----- | ---------------------------- | ---------------------- | ---------------- | ------------------------------------ | --------------------------- |
| 1.   | 2006  | Cordoue                      |                        | Juan Martín Díaz | Sebastián Nerone Gabriel Reca        | 6-2 / 6-1                   |
| 2.   | 2006  | Majadahonda                  |                        | Juan Martín Díaz | Sebastián Nerone Gabriel Reca        | 6-0 / 6-0                   |
| 3.   | 2006  | Valence                      |                        | Juan Martín Díaz | Sebastián Nerone Gabriel Reca        | 6-4 / 6-3                   |
| 4.   | 2006  | Madrid                       |                        | Juan Martín Díaz | Sebastián Nerone Marcello Jardim     | 6-1 / 6-4                   |
| 5.   | 2006  | Alicante                     |                        | Juan Martín Díaz | Sebastián Nerone Gabriel Reca        | 6-3 / 6-4                   |
| 6.   | 2006  | Valladolid                   |                        | Juan Martín Díaz | Sebastián Nerone Gabriel Reca        | 6-3 / 6-3                   |
| 7.   | 2006  | Marbella                     |                        | Juan Martín Díaz | Raúl Arias Ramiro Nanni              | 6-3 / 6-4                   |
| 8.   | 2006  | Orpesa                       |                        | Juan Martín Díaz | Sebastián Nerone Gabriel Reca        | 7-6 / 6-4                   |
| 9.   | 2006  | Fuengirola                   |                        | Juan Martín Díaz | Sebastián Nerone Gabriel Reca        | 6-4 / 6-0                   |
| 10.  | 2006  | El Puerto de Santa María     |                        | Juan Martín Díaz | Sebastián Nerone Gabriel Reca        | 6-3 / 6-2                   |
| 11.  | 2006  | Palma de Majorque            |                        | Juan Martín Díaz | Sebastián Nerone Gabriel Reca        | 6-3 / 7-5                   |
| 12.  | 2006  | Mérida                       |                        | Juan Martín Díaz | Roby Gattiker Pablo Lima             | 6-2 / 6-0                   |
| 13.  | 2006  | Madrid                       |                        | Juan Martín Díaz | Sebastián Nerone Gabriel Reca        | 6-4 / 4-6 / 6-1             |
| 14.  | 2006  | Saragosse                    |                        | Juan Martín Díaz | Sebastián Nerone Gabriel Reca        | 7-6 / 6-3                   |
| 15.  | 2006  | Guecho                       |                        | Juan Martín Díaz | Sebastián Nerone Gabriel Reca        | 6-3 / 6-4                   |
| 16.  | 2006  | Las Palmas                   |                        | Juan Martín Díaz | Roby Gattiker Pablo Lima             | 6-1 / 6-2                   |
| 17.  | 2006  | Madrid                       | Masters Pro Padel Tour | Juan Martín Díaz | Sebastián Nerone Gabriel Reca        | 6-3 / 6-2                   |
| 18.  | 2007  | Cordoue                      |                        | Juan Martín Díaz | Sebastián Nerone Cristian Gutiérrez  | 6-1 / 6-3                   |
| 19.  | 2007  | Barcelone                    |                        | Juan Martín Díaz | Sebastián Nerone Cristian Gutiérrez  | 6-3 / 7-5                   |
| 20.  | 2007  | Madrid                       |                        | Juan Martín Díaz | Miguel Lamperti Mariano Lasaigues    | 6-3 / 6-2                   |
| 21.  | 2007  | Valence                      |                        | Juan Martín Díaz | Sebastián Nerone Cristian Gutiérrez  | 6-3 / 2-6 / 6-4             |
| 22.  | 2007  | Vitoria-Gasteiz              |                        | Juan Martín Díaz | Sebastián Nerone Cristian Gutiérrez  | 7-6 / 6-4                   |
| 23.  | 2007  | Madrid                       |                        | Juan Martín Díaz | Sebastián Nerone Cristian Gutiérrez  | 6-4 / 7-6                   |
| 24.  | 2007  | Orpesa                       |                        | Juan Martín Díaz | Sebastián Nerone Cristian Gutiérrez  | 6-2 / 5-2 ab.               |
| 25.  | 2007  | Marbella                     |                        | Juan Martín Díaz | Sebastián Nerone* Cristian Gutiérrez | *blessure                   |
| 26.  | 2007  | Fuengirola                   |                        | Juan Martín Díaz | Gabriel Reca Hernán Auguste          | 6-4 / 6-2                   |
| 27.  | 2007  | Cadix                        |                        | Juan Martín Díaz | Gabriel Reca Hernán Auguste          | 7-5 / 6-4                   |
| 28.  | 2007  | Palma de Majorque            |                        | Juan Martín Díaz | Gabriel Reca Hernán Auguste          | 6-3 / 5-7 / 6-3             |
| 29.  | 2007  | Mérida                       |                        | Juan Martín Díaz | Miguel Lamperti Matías Díaz          | 6-1 / 6-2                   |
| 30.  | 2007  | Saint-Sébastien              |                        | Juan Martín Díaz | Sebastián Nerone Cristian Gutiérrez  | 7-5 / 6-1                   |
| 31.  | 2007  | Saragosse                    |                        | Juan Martín Díaz | Miguel Lamperti Matías Díaz          | 6-3 / 6-3                   |
| 32.  | 2007  | Bilbao                       |                        | Juan Martín Díaz | Sebastián Nerone Cristian Gutiérrez  | 6-2 / 7-5                   |
| 33.  | 2007  | Las Palmas                   |                        | Juan Martín Díaz | Sebastián Nerone Cristian Gutiérrez  | 6-3 / 6-1                   |
| 34.  | 2007  | Alicante                     |                        | Juan Martín Díaz | Gabriel Reca Hernán Auguste          |                             |
| 35.  | 2007  | Madrid                       | Masters Pro Padel Tour | Juan Martín Díaz | Gabriel Reca Hernán Auguste          | 6-2 / 7-6                   |
| 36.  | 2008  | Ciudad Real                  |                        | Juan Martín Díaz | Sebastián Nerone Cristian Gutiérrez  | 6-4 / 6-4                   |
| 37.  | 2008  | Grenade                      |                        | Juan Martín Díaz | Miguel Lamperti Matías Díaz          | 5-7 / 6-3 / 6-3             |
| 38.  | 2008  | Santander                    |                        | Juan Martín Díaz | Gabriel Reca Hernán Auguste          | 6-1 / 3-6 / 7-6             |
| 39.  | 2008  | Barcelone                    |                        | Juan Martín Díaz | Guillermo Lahoz Gastón Malacalza     | 6-3 / 6-2                   |
| 40.  | 2008  | Majadahonda                  |                        | Juan Martín Díaz | Sebastián Nerone Cristian Gutiérrez  | 6-3 / 6-4                   |
| 41.  | 2008  | La Rioja                     |                        | Juan Martín Díaz | Guillermo Lahoz Gastón Malacalza     | 6-2 / 7-5                   |
| 42.  | 2008  | Vitoria-Gasteiz              |                        | Juan Martín Díaz | Sebastián Nerone Cristian Gutiérrez  | 6-3 / 6-4                   |
| 43.  | 2008  | Madrid                       |                        | Juan Martín Díaz | Sebastián Nerone Cristian Gutiérrez  | 6-2 / 6-7 / 6-1             |
| 44.  | 2008  | Marbella                     |                        | Juan Martín Díaz | Sebastián Nerone Cristian Gutiérrez  | 6-3 / 6-3                   |
| 45.  | 2008  | Fuengirola                   |                        | Juan Martín Díaz | Miguel Lamperti Matías Díaz          | 6-1 / 6-4                   |
| 46.  | 2008  | Benicasim                    |                        | Juan Martín Díaz | Sebastián Nerone Cristian Gutiérrez  | 7-5 / 6-3                   |
| 47.  | 2008  | Îles Baléares                |                        | Juan Martín Díaz | Sebastián Nerone Cristian Gutiérrez  | 6-1 / 3-6 / 6-3             |
| 48.  | 2008  | Mérida                       |                        | Juan Martín Díaz | Miguel Lamperti Matías Díaz          | 6-3 / 6-3                   |
| 49.  | 2008  | Saint-Sébastien              |                        | Juan Martín Díaz | Sebastián Nerone Cristian Gutiérrez  | 6-4 / 6-3                   |
| 50.  | 2008  | Saragosse                    |                        | Juan Martín Díaz | Sebastián Nerone Cristian Gutiérrez  | 6-1 / 6-3                   |
| 51.  | 2008  | Bilbao                       |                        | Juan Martín Díaz | Sebastián Nerone Cristian Gutiérrez  | 6-7 / 6-4 / 6-4             |
| 52.  | 2009  | Barcelone                    |                        | Juan Martín Díaz | Sebastián Nerone Cristian Gutiérrez  | 6-4 / 6-2                   |
| 53.  | 2009  | Cordoue                      |                        | Juan Martín Díaz | Miguel Lamperti Matías Díaz          | 7-6 / 7-5                   |
| 54.  | 2009  | Valladolid                   |                        | Juan Martín Díaz | Gabriel Reca Hernán Auguste          | 6-2 / 7-5                   |
| 55.  | 2009  | Alicante                     |                        | Juan Martín Díaz | Juani Mieres Pablo Lima              | 6-2 / 7-6                   |
| 56.  | 2009  | Marbella                     |                        | Juan Martín Díaz | Sebastián Nerone Cristian Gutiérrez  | 6-3 / 6-4                   |
| 57.  | 2009  | Saint-Sébastien              |                        | Juan Martín Díaz | Juani Mieres Pablo Lima              | 6-2 / 6-2                   |
| 58.  | 2009  | Saragosse                    |                        | Juan Martín Díaz | Sebastián Nerone Cristian Gutiérrez  | 6-1 / 6-3                   |
| 59.  | 2009  | Bilbao                       |                        | Juan Martín Díaz | Sebastián Nerone Cristian Gutiérrez  | 4-6 / 6-4 / 6-2             |
| 60.  | 2009  | Valence                      |                        | Juan Martín Díaz | Sebastián Nerone Cristian Gutiérrez  | 6-2 / 6-1                   |
| 61.  | 2009  | Ciudad Real                  |                        | Juan Martín Díaz | Sebastián Nerone Cristian Gutiérrez  | 7-6 / 7-5                   |
| 62.  | 2009  | Madrid                       | Masters Pro Padel Tour | Juan Martín Díaz | Juani Mieres Pablo Lima              | 6-4 / 6-2                   |
| 63.  | 2010  | Saint-Sébastien              |                        | Juan Martín Díaz | Miguel Lamperti Matías Díaz          | 6-3 / 6-1                   |
| 64.  | 2010  | Barcelone                    |                        | Juan Martín Díaz | Gabriel Reca Hernán Auguste          | 6-2 / 6-3                   |
| 65.  | 2010  | Alicante                     |                        | Juan Martín Díaz | Miguel Lamperti Matías Díaz          | 6-3 / abandon               |
| 66.  | 2010  | Madrid                       |                        | Juan Martín Díaz | Juani Mieres Pablo Lima              | 7-5 / 6-2                   |
| 67.  | 2010  | Benicasim                    |                        | Juan Martín Díaz | Juani Mieres Pablo Lima              | 6-3 / 7-5                   |
| 68.  | 2010  | Marbella                     |                        | Juan Martín Díaz | Miguel Lamperti Matías Díaz          | 6-2 / 6-3                   |
| 69.  | 2010  | Fuengirola                   |                        | Juan Martín Díaz | Juani Mieres Pablo Lima              | 6-3 / 6-4                   |
| 70.  | 2010  | Navarre                      |                        | Juan Martín Díaz | Juani Mieres Pablo Lima              | 6-4 / 6-7 / 6-1             |
| 71.  | 2010  | Bilbao                       |                        | Juan Martín Díaz | Juani Mieres Pablo Lima              | 6-3 / 6-4                   |
| 72.  | 2010  | Murcia                       |                        | Juan Martín Díaz | Juani Mieres Pablo Lima              | 3-6 / 6-4 / 6-4             |
| 73.  | 2010  | Logroño                      |                        | Juan Martín Díaz | Juani Mieres Pablo Lima              | 7-6 / 6-7 / 6-3             |
| 74.  | 2010  | Madrid                       | Masters Pro Padel Tour | Juan Martín Díaz | Juani Mieres Pablo Lima              | 6-3 / 6-4                   |
| 75.  | 2011  | Madrid                       |                        | Juan Martín Díaz | Miguel Lamperti Cristian Gutiérrez   | 6-3 / 6-3                   |
| 76.  | 2011  | Barcelone                    |                        | Juan Martín Díaz | Juani Mieres Pablo Lima              | 6-4 / 6-3                   |
| 77.  | 2011  | Valladolid                   |                        | Juan Martín Díaz | Agustín Gómez Silingo Gabriel Reca   | 6-2 / 6-2                   |
| 78.  | 2011  | Alicante                     |                        | Juan Martín Díaz | Juani Mieres Pablo Lima              | 6-1 / 6-1                   |
| 79.  | 2011  | Benicasim                    |                        | Juan Martín Díaz | Miguel Lamperti Cristian Gutiérrez   | 6-4 / 6-4                   |
| 80.  | 2011  | Marbella                     |                        | Juan Martín Díaz | Juani Mieres Pablo Lima              | 4-6 / 7-6 / 6-3             |
| 81.  | 2011  | Fuengirola                   |                        | Juan Martín Díaz | Matías Díaz Hernán Auguste           | 6-1 / 6-4                   |
| 82.  | 2011  | Séville                      |                        | Juan Martín Díaz | Miguel Lamperti Cristian Gutiérrez   | 6-3 / 6-4                   |
| 83.  | 2011  | Madrid                       |                        | Juan Martín Díaz | Juani Mieres Pablo Lima              | 6-4 / 7-6                   |
| 84.  | 2011  | Bilbao                       |                        | Juan Martín Díaz | Juani Mieres Pablo Lima              | 6-4 / 6-4                   |
| 85.  | 2011  | Logroño                      |                        | Juan Martín Díaz | Juani Mieres Pablo Lima              | 7-6 / 6-4                   |
| 86.  | 2011  | Vitoria-Gasteiz              |                        | Juan Martín Díaz | Juani Mieres Pablo Lima              | 7-6 / 7-5                   |
| 87.  | 2011  | Madrid                       | Masters Pro Padel Tour | Juan Martín Díaz | Juani Mieres Pablo Lima              | 6-3 / 6-3                   |
| 88.  | 2012  | Buenos Aires                 |                        | Juan Martín Díaz | Juani Mieres Pablo Lima              | 6-4 / 6-3                   |
| 89.  | 2012  | Madrid                       |                        | Juan Martín Díaz | Cristian Gutiérrez Fernando Poggi    | 7-5 / 6-1                   |
| 90.  | 2012  | Barcelone                    |                        | Juan Martín Díaz | Juani Mieres Pablo Lima              | 6-2 / 6-3                   |
| 91.  | 2012  | Cordoue                      |                        | Juan Martín Díaz | Juani Mieres Pablo Lima              | 6-4 / 7-6                   |
| 92.  | 2012  | Valladolid                   |                        | Juan Martín Díaz | Paquito Navarro Adrián Allemandi     | 6-4 / 6-3                   |
| 93.  | 2012  | Fuengirola                   |                        | Juan Martín Díaz | Juani Mieres Pablo Lima              | 7-5 / 7-6                   |
| 94.  | 2012  | Palma de Majorque            |                        | Juan Martín Díaz | Juani Mieres Pablo Lima              | 6-3 / 6-4                   |
| 95.  | 2012  | Ibiza                        |                        | Juan Martín Díaz | Juani Mieres Pablo Lima              | 2-6 / 6-3 / 6-4             |
| 96.  | 2012  | Madrid                       |                        | Juan Martín Díaz | Miguel Lamperti Maxi Grabiel         | 7-5 / 6-3                   |
| 97.  | 2013  | Murcie                       | Open                   | Juan Martín Díaz | Juani Mieres Pablo Lima              | 6-3 / 7-6 / 6-3             |
| 98.  | 2013  | Séville                      | Open                   | Juan Martín Díaz | Juani Mieres Pablo Lima              | 4-6 / 7-6 / 6-4 / 6-3       |
| 99.  | 2013  | Cáceres                      | Open                   | Juan Martín Díaz | Maxi Sánchez Sanyo Gutiérrez         | 6-3 / 6-2 / 6-2             |
| 100. | 2013  | Barcelone                    | Open                   | Juan Martín Díaz | Juani Mieres Pablo Lima              | 6-1 / 6-4 / 4-6 / 6-3       |
| 101. | 2013  | Malaga                       | Open                   | Juan Martín Díaz | Juani Mieres Pablo Lima              | 6-4 / 6-4 / 6-4             |
| 102. | 2013  | Castellón de la Plana        | Open                   | Juan Martín Díaz | Juani Mieres Pablo Lima              | 7-5 / 6-1 / 4-6 / 6-4       |
| 103. | 2013  | La Nucia                     | Open                   | Juan Martín Díaz | Matías Díaz Cristian Gutiérrez       | 6-3 / 6-4 / 6-4             |
| 104. | 2013  | Bilbao                       | Open                   | Juan Martín Díaz | Juani Mieres Pablo Lima              | 4-6 / 6-3 / 7-5 / 6-2       |
| 105. | 2013  | Espagne                      | Open                   | Juan Martín Díaz | Juani Mieres Pablo Lima              | 7-6 / 6-4 / 6-3             |
| 106. | 2013  | Lisbonne                     | Open                   | Juan Martín Díaz | Juani Mieres Pablo Lima              | 6-3 / 2-6 / 6-3 / 6-4       |
| 107. | 2014  | Barcelone                    | Open                   | Juan Martín Díaz | Juani Mieres Pablo Lima              | 6-3 / 4-6 / 6-2 / 6-3       |
| 108. | 2014  | Badajoz                      | Open                   | Juan Martín Díaz | Juani Mieres Pablo Lima              | 6-4 / 6-3 / 6-2             |
| 109. | 2014  | Cordoue                      | Open                   | Juan Martín Díaz | Juani Mieres Pablo Lima              | 6-2 / 6-7 / 6-3 / 6-3       |
| 110. | 2014  | Marbella                     | Open                   | Juan Martín Díaz | Paquito Navarro Adrián Allemandi     | 6-1 / 6-7 / 6-3 / 6-4       |
| 111. | 2014  | Alcobendas                   | Open                   | Juan Martín Díaz | Cristian Gutiérrez Matías Díaz       | 6-4 / 4-6 / 5-7 / 6-3 / 6-4 |
| 112. | 2014  | Séville                      | Open                   | Juan Martín Díaz | Maxi Sánchez Sanyo Gutiérrez         | 6-3 / 6-3 / 6-1             |
| 113. | 2014  | Lisbonne                     | Open                   | Juan Martín Díaz | Maxi Sánchez Sanyo Gutiérrez         | 6-4 / 6-4 / 6-1             |
| 114. | 2014  | San Cristóbal de La Laguna   | Open                   | Juan Martín Díaz | Juani Mieres Pablo Lima              | 6-4 / 1-6 / 6-2             |
| 115. | 2014  | Córdoba                      | Open                   | Juan Martín Díaz | Maxi Sánchez Sanyo Gutiérrez         | 6-1 / 5-7 / 6-3             |
| 116. | 2015  | Cadix                        | Open                   | Guillermo Lahoz  | Paquito Navarro Matías Díaz          | 6-4 / 6-3                   |
| 117. | 2015  | Santa Cruz de La Palma       | Open                   | Guillermo Lahoz  | Paquito Navarro Matías Díaz          | 6-2 / 7-6                   |
| 118. | 2015  | Río Gallegos                 | Open                   | Pablo Lima       | Maxi Sánchez Sanyo Gutiérrez         | 5-7 / 6-2 / 6-2             |
| 119. | 2015  | Valladolid                   | Open                   | Pablo Lima       | Paquito Navarro Matías Díaz          | 7-6 / 6-7 / 7-6             |
| 120. | 2015  | Palma de Majorque            | Open                   | Pablo Lima       | Maxi Sánchez Juan Martín Díaz        | 6-4 / 6-0                   |
| 121. | 2015  | Malaga                       | Master                 | Pablo Lima       | Maxi Sánchez Juan Martín Díaz        | 7-6 / 6-3                   |
| 122. | 2015  | La Nucia                     | Open                   | Pablo Lima       | Maxi Sánchez Juan Martín Díaz        | 7-6 / 7-6                   |
| 123. | 2015  | Monaco                       | Master                 | Pablo Lima       | Paquito Navarro Matías Díaz          | 6-3 / 6-1                   |
| 124. | 2015  | Séville                      | Open                   | Pablo Lima       | Sanyo Gutiérrez Juani Mieres         | 6-2 / 6-0                   |
| 125. | 2015  | La Corogne                   | Open                   | Pablo Lima       | Maxi Sánchez Juan Martín Díaz        | 6-4 / 6-4                   |
| 126. | 2015  | Dubaï                        | Master                 | Pablo Lima       | Sanyo Gutiérrez Juani Mieres         | 6-1 / 6-2                   |
| 127. | 2015  | Saint-Sébastien              | Open                   | Pablo Lima       | Sanyo Gutiérrez Juani Mieres         | 7-5 / 6-4                   |
| 128. | 2015  | Valence                      | Master                 | Pablo Lima       | Miguel Lamperti Adrián Allemandi     | 6-2 / 6-1                   |
| 129. | 2016  | Gijón                        | Open                   | Pablo Lima       | Maxi Sánchez Matías Díaz             | 6-2 / 6-1                   |
| 130. | 2016  | Barcelone                    | Master                 | Pablo Lima       | Cristian Gutiérrez Juan Martín Díaz  | 6-2 / 6-3                   |
| 131. | 2016  | Las Rozas de Madrid          | Open                   | Pablo Lima       | Paquito Navarro Sanyo Gutiérrez      | 6-1 / 6-2                   |
| 132. | 2016  | Palma de Majorque            | Open                   | Pablo Lima       | Cristian Gutiérrez Juan Martín Díaz  | 7-6 / ab.                   |
| 133. | 2016  | Valladolid                   | Open                   | Pablo Lima       | Paquito Navarro Sanyo Gutiérrez      | 7-6 / 7-5                   |
| 134. | 2016  | Las Palmas de Grande Canarie | Open                   | Pablo Lima       | Paquito Navarro Sanyo Gutiérrez      | 6-0 / 6-4                   |
| 135. | 2016  | Monaco                       | Master                 | Pablo Lima       | Maxi Sánchez Matías Díaz             | 6-3 / 6-2                   |
| 136. | 2016  | Séville                      | Open                   | Pablo Lima       | Paquito Navarro Sanyo Gutiérrez      | 6-4 / 6-2                   |
| 137. | 2016  | La Corogne                   | Open                   | Pablo Lima       | Paquito Navarro Sanyo Gutiérrez      | 6-7 / 6-4 / 6-3             |
| 138. | 2016  | Saragosse                    | Challenger             | Pablo Lima       | Maxi Sánchez Matías Díaz             | 6-1 / 6-2                   |
| 139. | 2016  | Buenos Aires                 | Master                 | Pablo Lima       | Paquito Navarro Sanyo Gutiérrez      | 6-3 / 6-7 / 6-3             |
| 140. | 2016  | Saint-Sébastien              | Open                   | Pablo Lima       | Paquito Navarro Sanyo Gutiérrez      | 6-2 / 6-4                   |
| 141. | 2017  | La Corogne                   | Open                   | Pablo Lima       | Paquito Navarro Sanyo Gutiérrez      | 7-5 / 6-3                   |
| 142. | 2017  | Barcelone                    | Master                 | Pablo Lima       | Paquito Navarro Sanyo Gutiérrez      | 6-3 / 6-1                   |
| 143. | 2017  | Alicante                     | Open                   | Pablo Lima       | Paquito Navarro Sanyo Gutiérrez      | 6-3 / 3-6 / 6-3             |
| 144. | 2017  | Lisbonne                     | Master                 | Pablo Lima       | Paquito Navarro Sanyo Gutiérrez      | 6-2 / 1-6 / 6-1             |
| 145. | 2017  | Grenade                      | Open                   | Pablo Lima       | Paquito Navarro Sanyo Gutiérrez      | 7-6 / 6-1                   |
| 146. | 2017  | Saragosse                    | Open                   | Pablo Lima       | Maxi Sánchez Matías Díaz             | 6-4 / 6-2                   |
| 147. | 2017  | Buenos Aires                 | Master                 | Pablo Lima       | Paquito Navarro Sanyo Gutiérrez      | 6-1 / 7-6                   |
| 148. | 2017  | Madrid                       | Master Final           | Pablo Lima       | Maxi Sánchez Matías Díaz             | 6-3 / 6-2                   |
| 149. | 2018  | Alicante                     | Open                   | Pablo Lima       | Franco Stupaczuk Cristian Gutiérrez  | 7-6 / 3-0, ab.              |
| 150. | 2018  | Valence                      | Master                 | Pablo Lima       | Maxi Sánchez Sanyo Gutiérrez         | 6-0 / 6-2                   |
| 151. | 2018  | Båstad                       | Open                   | Pablo Lima       | Paquito Navarro Juan Martín Díaz     | 6-2 / 3-6 / 6-3             |
| 152. | 2018  | Madrid                       | Master Final           | Pablo Lima       | Maxi Sánchez Sanyo Gutiérrez         | 7-6 / 6-3                   |
| 153. | 2019  | Madrid                       | Master                 | Agustín Tapia    | Maxi Sánchez Sanyo Gutiérrez         | 6-4 / 6-4                   |
| 154. | 2020  | Cagliari                     | Open                   | Agustín Tapia    | Javier Ruiz Uri Botello              | 6-1 / 6-4                   |
| 155. | 2020  | Minorque                     | Master Final           | Agustín Tapia    | Alejandro Galán Juan Lebrón          | 6-3 / 7-6                   |
| 156. | 2021  | Madrid                       | Open                   | Sanyo Gutiérrez  | Franco Stupaczuk Álex Ruiz           | 6-7 / 6-4 / 6-3             |
| 157. | 2021  | Vigo                         | Open                   | Sanyo Gutiérrez  | Paquito Navarro Martín Di Nenno      | 4-6 / 6-4 / 6-2             |
| 158. | 2021  | Valence                      | Open                   | Sanyo Gutiérrez  | Alejandro Galán Juan Lebrón          | 7-5 / 3-6 / 6-4             |
| 159. | 2022  | Miami                        | Open                   | Arturo Coello    | Javi Garrido Lucas Campagnolo        | 6-3 / 7-6                   |
| 160. | 2022  | Madrid                       | Master                 | Arturo Coello    | Momo González Álex Ruiz              | 6-4 / 6-2                   |
| 161. | 2022  | Amsterdam                    | Open                   | Arturo Coello    | Franco Stupaczuk Pablo Lima          | 6-2 / 7-5                   |

### Biographie
- (es) Valen Bailon, Bela : esta es mi historia, Editorial Vanir, 8 mars 2015, 242 p. (ISBN 979-8715127082).